# Variable Refresh Rate
Mit dem englischen Begriff Variable Refresh Rate (selten auch Variable Refresh-Rate mit Bindestrich), oft als VRR abgekürzt verwendet, wird eine adaptive Form der Anzeigenausgabe eines Bildschirms bezeichnet, bei der dieser keine feste Aktualisierungsrate der Bildanzeige pro Zeit (Bildwiederholfrequenz) aufweist, sondern stattdessen Änderungen der Bildwiederholrate akzeptiert, solange sie sich in einem definierten Rahmen bewegen. Variable Refresh Rate heißt übersetzt variable Bildwiederholrate oder variable Bildwiederholfrequenz und wird u. a. bei modernen Computermonitoren eingesetzt.
Der Begriff Adaptive Sync (bzw. seltener Adaptive-Sync mit Bindestrich) bezeichnet dieselbe Technik aus Sicht der Grafikkarte, wo die in den 2010er Jahren eingeführten konkurrierenden Techniken von den Herstellern VESA Adaptive-Sync, Nvidia G-Sync, AMD FreeSync und HDMI VRR bezeichnet wurden. Die Einzelbilder werden auf einem Grafikprozessor berechnet, allerdings benötigen kompliziertere Bilder mehr Rechenzeit, sodass die Bildrate sinkt. Mit Adaptive Sync kann die Bildrate des Bildschirms, wenn dieser VRR unterstützt, mit der der Grafikkarte synchronisiert werden.

## Grundlegende Prinzipien und Funktionsweise

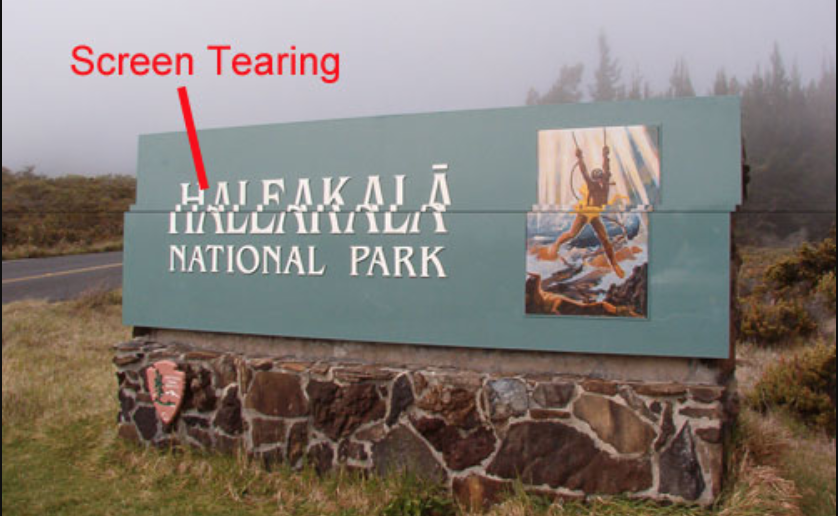
Abbildung des Screen Tearings, welches wegen der Verzerrung vermieden werden sollte.

Abseits von vordefinierten Aktualisierungsraten der angezeigten Bilder ist es möglich, dass die Bildwiederholrate variabel, also veränderbar, gewählt wird. VESA Adaptive-Sync, Nvidia G-Sync und AMD FreeSync sind Verfahren, die Bildwiederholrate dynamisch an die Bildausgabe der Grafikkarte anzupassen. Einfach ausgedrückt folgt die Bildwiederholrate des Monitors der Ausgabegeschwindigkeit der Grafikkarte. Realisiert wird die variable Bildwiederholrate, englisch Variable Refresh Rate (VRR), über das Blanking-Intervall als Teil der Bildlaufzeit. Das funktioniert aber nur bei speziell dafür ausgelegten Displays, weil die einzelnen Flüssigkristalle nicht bei allen, insbesondere bei zu geringen, Bildwiederholraten stabil sind.
Eine variable Bildwiederholrate löst das Problem der Vertikalen Synchronisation, kurz „V-Sync“, dass durch die fixe Bildwiederholrate hervorgerufen wird: Da eine Grafikkarte je nach Berechnungsaufwand einer Szene immer unterschiedlich schnell Bilder liefert, müssen diese bei V-Sync an die vorgegebene Wiederholrate angepasst werden. Liefert die Grafikkarte beispielsweise mehr als 60 Einzelbilder (englisch frames) pro Sekunde, müssen einige davon weggelassen werden. Das Fehlen dieser Frames bewirkt, dass das Bild am Monitor bei horizontalen Bewegungen „zerreißt“. Um dieses „Screen Tearing“ zu verhindern, haben Grafikkartentreiber ebenfalls die Funktion „V-Sync“, die die Berechnung der Bilder seitens des Grafikprozessors auf 60 Hz beschränkt, was die unerwünschten Bildeffekte weitgehend verhindert. Hinzu kommt jedoch, dass die Grafikkarte nicht in allen Szenen stabil mindestens 60 Bilder pro Sekunde liefern kann. Insbesondere wenn für die Ausgabe statt doppelter eine Dreifachpufferung benutzt wird, lässt V-Sync nur Bildraten zu, deren Vielfaches die Bildwiederholfrequenz ergeben, also 30, 20, 15 usw. Schafft eine Grafikkarte in einer bestimmten Szenenberechnung beispielsweise 56 Bilder pro Sekunde, was 56 Hz am Monitor entspräche, wird die Ausgabe mit V-Sync hingegen auf 30 Hz limitiert. Diese starre Abtastrate des Bildschirms geht somit mit möglichen Eingabeverzögerungen einher, was gerade bei Computerspielen nicht erwünscht ist. Jedoch hat auch VRR Grenzen, was direkt mit den verwendeten Flüssigkristallen in einem Display zusammen hängt: Einerseits sollen diese schnell wieder in ihren Ursprungszustand zurückkehren, um hohe Bildwiederholraten zu ermöglichen. Andererseits benötigt die Gate-Spannung der Pixeltransistoren eine Mindestfrequenz, weil sie sonst durch Leckströme unter den für die exakte Ausrichtung des Flüssigkristalls notwendigen Mindestwert sinkt, was zu einem Flirren der Pixel führt. Adaptive Sync muss somit die untere Wiederholrate begrenzen – da jedoch die von der Grafikkarte gelieferte Framerate auch geringer ausfallen kann, fällt in dieser Situation die Bildausgabe aus dem VRR-Modus, was wiederum zu unerwünschten Bildeffekten führt. Eine Methode, dies zu verhindern, ist Low Framerate Compensation (LFC), das von einigen Herstellern im Scaler des Monitors unterstützt wird. Dabei wird unter der Mindestwiderholrate für die Flüssigkristalle derselbe Frame einfach ein zweites Mal dargestellt, die Wiederholfrequenz also intern verdoppelt.
Bessere Gaming-Displays bieten ab ca. 2020 meist 144 Hz oder mehr. Ob und bei welchen Auflösungen die adaptive Bildwiederholrate auch bis zu diesen hohen Bildraten möglich ist, hängt von den Implementierungen der Hersteller in den jeweiligen Modellen der Monitore ab. Die obere Begrenzung bei VRR ist jedoch immer mindestens 60 Hz.

## Beispiele verschiedener Technologien

### VESA Adaptive-Sync
Bereits 2009 hatte die Video Electronics Standards Association, kurz VESA, das variable Adaptive-Sync für embedded DisplayPort (eDP) standardisiert. Mit DisplayPort 1.2a wurde die Technik 2014 auch für Desktop-Computer und Notebooks eingeführt.

### Nvidia G-Sync
Nvidias G-Sync wurde im Oktober 2013 vorgestellt. Die ersten Monitore waren jedoch erst im 2. Quartal 2014 verfügbar. Neben G-Sync-fähigen Monitoren, die ein eingebautes Modul verwenden, war ein externes G-Sync-Modul, das mit bestimmten Monitoren kompatibel war und nachgerüstet werden konnte, erhältlich. Der Verkauf dieses Moduls wurde aber bald eingestellt, da die Hersteller die Technik rasch fest in den Monitoren verbauten. Am 31. Mai 2015 wurde G-Sync für Notebooks vorgestellt. Damit war Nvidia auf dem PC der erste Anbieter für VRR seitens Grafikkarte und Monitor.
Allerdings stand Nvidia wegen der proprietären Technik auch in der Kritik. Denn bei G-Sync müssen Monitor-Hersteller ein Modul im Monitor verbauen, das als Gegenstück zu einer G-Sync-fähigen Grafikkarte fungiert, um die variable Bildwiederholfrequenz zu steuern. Dadurch sind Monitore mit G-Sync generell etwas teurer als Monitore mit VESA Adaptive-Sync. Bis 2019 war das proprietäre G-Sync daher nicht mit FreeSync bzw. Adaptive-Sync kompatibel, sodass Nvidia-Grafikkarten nur mit G-Sync-Monitoren eine adaptive Bildwiederholrate boten – und umgekehrt.
2019 öffnete Nvidia schließlich zuerst GeForce-Grafikkarten für FreeSync: Einerseits konnten diese nun, ein aktueller Treiber vorausgesetzt, auch Monitore mit Adaptive-Sync bzw. FreeSync nutzen. Ist ein kompatibler FreeSync-Monitor an eine Nvidia-Grafikkarte angeschlossen, so bezeichnet Nvidia den VRR-Modus „G-Sync Compatible“, also „G-Sync-kompatibel“. Andererseits stellte Nvidia auch den Monitor-Herstellern eine neue Firmware für die integrierten G-Sync-Module zur Verfügung, damit auch die Monitore mit Adaptive-Sync bzw. FreeSync funktionieren, sodass diese umgekehrt auch mit Grafikkarten von z. B. AMD mit FreeSync eine variable Bildwiederholfrequenz umsetzen können.
Wie auch AMD mit FreeSync 2, setzte auf der CES 2017 auch Nvidia auf HDR-Unterstützung und kündigte erste G-Sync-Monitore damit an. Die ersten Modelle mit HDR erschienen im Laufe des Jahres. 2 Jahre später auf der CES 2019 wurde G-Sync Ultimate und Compatible vorgestellt.
| [ 12 ]         | G-Sync Compatible                             | G-Sync                                        | G-Sync Ultimate (HDR)      |
| -------------- | --------------------------------------------- | --------------------------------------------- | -------------------------- |
| Grafikkarte    | GTX 1050 oder besser                          | GTX 650 Ti Boost oder besser                  | GTX 1050 oder besser       |
| Treiber        | R417.71 oder höher                            | R340.52 oder höher                            | R396 GA2 oder höher        |
| Betriebssystem | Windows 7 / 8.1 / 10, Linux, FreeBSD, Solaris | Windows 7 / 8.1 / 10, Linux, FreeBSD, Solaris | Windows 10                 |
| Videoausgabe   | DisplayPort 1.2 oder höher                    | DisplayPort 1.2 oder höher                    | DisplayPort 1.4 oder höher |

### AMD FreeSync
Der Handelsname für variable Bildwiederholraten von AMD lautet FreeSync. Diese wurde in AMD-Grafikkarten nach der VESA-Spezifikation für DisplayPort 1.2a umgesetzt, sodass prinzipiell keine AMD-spezifischen Scaler-Module in Monitoren benötigt werden. FreeSync funktioniert ohnehin nur dann, wenn ein Monitor auch adaptive Bildwiederholraten bietet, wobei dies prinzipiell nur über DisplayPort 1.2a (oder neuer) bzw. über HDMI – teilweise ab HDMI 1.2, wenn vom Scaler im Monitor explizit unterstützt, bzw. per HDMI VRR gem. Spezifikation HDMI 2.1 – angeschlossene Displays möglich ist.
Auf der CES 2017 stellte AMD mit „FreeSync 2“ eine erste Überarbeitung vor, die zusätzlich Low Framerate Compensation im Standard vorschreibt, sowie High Dynamic Range seitens des Monitors. Um FreeSync 2 nutzen zu können, muss es jedoch auch von Computerprogrammen wie Computerspielen genutzt werden.
Anders als G-Sync wird bei FreeSync dem Hersteller des Monitors überlassen, welchen Scaler diese verwenden. Dadurch ergeben sich größere Qualitätsunterschiede bei FreeSync-Monitoren als dies bei G-Sync-Monitoren der Fall ist. 2020 führte daher auch AMD verschiedene Klassen ein, um die Qualität leichter unterscheidbar zu machen: während „FreeSync“ den geringsten Qualitätskriterien entspricht, erfordert „FreeSync Premium“ die Umsetzung variabler Bildwiederholraten bis mindestens 120 Hz bei mindestens Full-HD-Auflösung, sowie die Unterstützung von Low Framerate Compensation (LFC), also eine Möglichkeit, auch bei sehr niedrigen Frameraten im VRR-Modus zu verbleiben. Zu guter Letzt wurde FreeSync 2 HDR, das zusätzlich HDR-Inhalte bietet, in „FreeSync Premium Pro“ umbenannt.

### HDMI VRR
Im High Definition Multimedia Interface, kurz HDMI, der Version 2.1 von 2017 ist auch die Variable Refresh Rate standardisiert. Teilweise sind aber auch Monitore bzw. Fernsehgeräte, die die Vorversion HDMI 2.0a umsetzen, gem. dieser Spezifikation HDMI-VRR-fähig.

## Anwendung in der Praxis
Nvidia war der Vorreiter auf Personal Computern, vor allem auf Windows-PCs, einer der weltweit wichtigsten Spieleplattformen. Die VESA hatte mit Adaptive-Sync zwar bereits seit 2009 eine derartige Technik auf dem Markt, und sie wurde vielleicht auch auf Smartphones oder Tablets eingesetzt, aber gerade auf PCs und Laptops kaum genutzt, da diese noch großteils über LVDS angebunden waren, während die adaptive Bildwiederholrate im VESA-Standard nur bei eDP-Anbindung zu haben war. Erst als 2014 die Methode auch für DisplayPort 1.2a standardisiert wurde, kam eine vergleichbare Technik von AMD auf den PC, jedoch waren Nvidia’s G-Sync und AMDs FreeSync anfangs inkompatibel. Auf HDMI wurde die Technik anfangs rückportiert, seit HDMI 2.1 von 2017 ist die Methode ebenfalls, wie zuvor schon bei DisplayPort, standardisiert.
Durch die Öffnung seitens Nvidia sind die meisten G-Sync-Monitore auch FreeSync-kompatibel, aber nicht umgekehrt. Bei zu diesem Zeitpunkt bereits vorhandenen Monitoren kam es darauf an, ob die Monitor-Hersteller die neue Firmware von Nvidia an ihre Kunden weitergegeben haben oder nicht. Moderne G-Sync-Monitore sind in der Regel immer auch VESA-Adaptive-Sync-fähig, und damit FreeSync-kompatibel. Umgekehrt funktioniert es jedoch nicht, Monitore, die zwar FreeSync-kompatibel sind, mit „echtem“ G-Sync zu betreiben – denn „G-Sync compatible“ ist gleichbedeutend mit FreeSync/Adaptive-Sync.
Auf Seite der Grafikkarten sind jene von Nvidia ab der GeForce-Treiberversion 417.71 von Mitte Januar 2019 nun auch FreeSync-kompatibel. Das war möglich, weil es sich bei FreeSync um eine reine Software-Lösung handelt: nur der angeschlossene Monitor muss Adaptive-Sync bzw. HDMI VRR bieten. Seither kann also jede Nvidia- und AMD-Grafikkarte mit einem Adaptive-Sync-Monitor im VRR-Modus betrieben werden, jedoch bleibt G-Sync Nvidia-Grafikkarten vorbehalten.